# Jabula
Jabula (zulsky oslavovat) byl hudební soubor muzikantů z Jihoafrické republiky, kteří za éry apartheidu žili ve Velké Británii.
Během apartheidu byla tradiční africká hudba místními rádii ignorována a vzniklé soubory byly velmi často násilím vystěhovány ze země. Čtyři hudebníci, pozdější členové Jabuly, se seznámili v Londýně, kde všichni žili po odjezdu z Jižní Afriky. Skupina Jabula vznikla roku 1974.
Členové:
- Julian Bahula – zpěv
- Ernest Mothle – basová kytara
- Lucky Ranku – kytara a perkuse
- Eddie Tatane – perkuse

Kromě svých vlastních alb skupina Jabula spolupracovala i dalšími hudebníky (např. s multiinstrumentalistou Mikem Oldfieldem na jeho albech Ommadawn, Incantations a Amarok).

## Diskografie
- Jabula (1975)
- Thunder into our Hearts (1976)